# Oersdorf
Oersdorf település Németországban, Schleswig-Holstein tartományban. Lakosainak száma 903 fő (2023. december 31.).

## Népesség
A település népességének változása:
| Lakosok száma | 642  | 853  | 856  | 877  | 888  | 899  | 903  |
|               | 1975 | 2014 | 2017 | 2019 | 2021 | 2022 | 2023 |